# Waking the dead: Live in Japan 2005
Waking the dead: Live in Japan 2005 is een livealbum van Anekdoten.
Anekdoten was niet direct vanaf hun oprichting populair in Japan. Studioalbums verschenen in dat land jaren later dan bijvoorbeeld op de Europese markt. Toch kwam hun eerste livealbum uit Japan, de Japanse distributeur van hun eerste albums drong aan op een concertreeks. Waking the dead was hun tweede livealbum, wederom met opnamen uit Japan. De opnamen vonden plaats in Tokio, de Tokyo Kinema Club, concerten aldaar vonden plaats op 25 en 26 februari 2005. Vanuit de twintigtal nummers die gespeeld werden, werd een selectie gemaakt om het op een enkele compact disc te kunnen krijgen.

## Musici
- Nicklas Barker – stem, gitaar, mellotron
- Anna Sofi Dahlberg - stem, mellotron, toetsinstrumenten
- Jan Erik Liljeström – stem, basgitaar
- Peter Nordins -  slagwerk, mellotron

## Muziek
| Nr. | Titel              | Duur  |
| --- | ------------------ | ----- |
| 1.  | Monolith           | 6;26  |
| 2.  | From within        | 7:58  |
| 3.  | Kiss of life       | 4:44  |
| 4.  | Hole               | 11:18 |
| 5.  | SW4                | 6:00  |
| 6.  | Moons of Mars      | 2:39  |
| 7.  | The sun absolute   | 5;17  |
| 8.  | Ricochet           | 5:54  |
| 9.  | Gravity            | 9:27  |
| 10. | This too will pass | 7:09  |
| 11. | Sad rain           | 12:04 |